# Geositta saxicolina
A Geositta saxicolina a madarak (Aves) osztályának verébalakúak (Passeriformes) rendjébe és a fazekasmadár-félék (Furnariidae) családjába tartozó faj.

## Rendszerezése
A fajt Wladyslaw Taczanowski lengyel természettudós írta le 1875-ben.

## Előfordulása
Az Andok hegységben, Peru területén honos. Állandó, nem költöző faj. A természetes élőhelye szubtrópusi és trópusi magaslati füves puszták.

## Megjelenése
Átlagos testhossza 16 centiméter, testtömege 31-35 gramm.

## Életmódja
Ízeltlábúakkal táplálkozik, de néha magvakat is fogyaszt.

## Természetvédelmi helyzete
Elterjedési területe nem nagy, de egyedszáma stabil. A Természetvédelmi Világszövetség Vörös listáján nem fenyegetett kategóriában szerepel a faj.

## Külső hivatkozások
- Képek az interneten a fajról
- Internet Bird Collection - videók a fajról
- Xeno-canto.org - a faj hangja és elterjedési területe